# Tachinomyia apicata
Tachinomyia apicata là một loài ruồi trong họ Tachinidae.